# Milejowice-Kolonia (województwo mazowieckie)
Milejowice-Kolonia – kolonia w Polsce, położona w województwie mazowieckim, w powiecie radomskim, w gminie Zakrzew.
W latach 1975–1998 miejscowość należała administracyjnie do województwa radomskiego. 